# Septembre 1762
Le mois de septembre 1762 est le 9e mois de l'année 1762.

## Événements
- 15 septembre : bataille de Signal Hill.
- 24 septembre : Début de bataille de Manille.

## Naissances
- 1er septembre
  - Armand-Sigismond de Sérent (mort le 26 mars 1796), personnalité politique française
  - Mariana Starke (morte en avril 1838), écrivaine britannique
  - Michel Pierre Clerc (mort le 3 mars 1848), homme politique français
- 4 septembre
  - Claude-Étienne Delvincourt (mort le 23 octobre 1831), jurisconsulte français
  - Jacques Taurin de Lormand (mort le 24 janvier 1847), homme politique français
- 5 septembre : Claude-Madeleine Grivaud de La Vincelle (mort le 4 décembre 1819), historiographe, antiquaire, archéologue et littérateur français
- 6 septembre
  - Ernst Ludwig Riepenhausen (mort le 27 janvier 1840), peintre et un graveur allemand
  - Theodorus Frederik van Capellen (mort le 15 avril 1824), officier de la marine néerlandaise
- 9 septembre
  - Blaise de Jouvencel (mort le 4 juin 1840), personnalité politique française
  - Melchior Bézave De Mazières (mort le 12 mars 1836), homme politique
- 11 septembre : Johanna Baillie (morte le 23 février 1851), auteur dramatique et poétesse
- 12 septembre : François Nivet (mort le 29 octobre 1829), officier français de la Révolution et de l’Empire
- 13 septembre
  - Antoine Merlin de Thionville (mort le 14 septembre 1833), député de la Moselle à la Convention nationale
  - Johann David Börner (mort le 4 mai 1829), général français
  - Pierre-François Jamet (mort le 12 janvier 1843), prêtre français
- 14 septembre : David, Charles, Henry Cunier (mort le 31 octobre 1828), homme politique français
- 16 septembre
  - Charles de Mérode (mort le 18 février 1830), personnalité politique française
  - Nicolas-Marie Quinette (mort le 14 juin 1821), personnalité politique française
- 19 septembre
  - Sébastien-André Tarbé des Sablons (mort le 17 mai 1838), avocat, imprimeur-libraire et administrateur français
  - Thomas Watling (mort en 1814), peintre et illustrateur australien
- 20 septembre
  - Guy de Gisors (mort le 16 mai 1835), architecte français
  - Jean-Baptiste Perret (mort le 7 janvier 1843), personnalité politique française (1762-1843)
  - Pierre-François-Léonard Fontaine (mort le 10 octobre 1853), architecte,  ingénieur, peintre, dessinateur et décorateur français
- 22 septembre
  - Honoré Bucelle (mort le 18 décembre 1844), personnalité politique française
  - Pierre Arnould Meyer (mort en 1802), général de division de la Révolution française
- 26 septembre
  - Hatam Sofer (mort le 3 octobre 1839), rabbin allemand
- 27 septembre
  - Gerard Anthony Visscher (mort le 14 janvier 1827), personnalité politique hollandaise
  - Hyacinthe Dedons de Pierrefeu (mort le 11 septembre 1828), juriste français
- 30 septembre
  - Charles Philibert Gabriel Le Clerc de Juigné (mort le 14 mars 1819), personnalité politique française
  - Nathan Smith (mort le 26 janvier 1829), Médecin américain

## Décès
- 1er septembre : Joseph-Gaspard de Maniban (né le 2 juillet 1686), membre du milieu de la noblesse de robe toulousaine
- 8 septembre : Étienne Montagnon (né en 1702), peintre et architecte lyonnais
- 9 septembre : Nicolas-Pascal Clairambault (né le 1er janvier 1698), généalogiste français
- 13 septembre : Josef Wilhelm Rinck von Baldenstein (né le 9 février 1704), ecclésiastique qui fut prince-évêque de Bâle
- 17 septembre : Francesco Geminiani (né le 5 décembre 1687), compositeur italien
- 22 septembre : Antoine-Adrien-Charles de Gramont (né le 22 juillet 1726), général français
- 25 septembre : Michel de Verthamon de Chavagnac (né en 1687), ecclésiastique qui fut évêque de Montauban
- 30 septembre : Jacques Daviel (né le 11 août 1693), chirurgien et ophtamologue français